# Sanem - Groussebesch / Schouweiler - Bitchenheck
Sanem - Groussebesch / Schouweiler - Bitchenheck este o arie protejată (arie specială de conservare — SAC, sit de importanță comunitară — SCI) din Luxemburg întinsă pe o suprafață de 274,48 ha, integral pe uscat.

## Localizare
Centrul sitului Sanem - Groussebesch / Schouweiler - Bitchenheck este situat la coordonatele 49°33′31″N 5°56′51″E / 49.5586°N 5.9475°E.

## Înființare
Situl Sanem - Groussebesch / Schouweiler - Bitchenheck a fost declarat sit de importanță comunitară în octombrie 2006 pentru a proteja 9 specii de animale. Situl a fost protejat și ca arie specială de conservare în noiembrie 2009.

## Biodiversitate
Situată în ecoregiunea continentală, aria protejată conține 7 habitate naturale: Lacuri eutrofice naturale cu vegetație de tip Magnopotamion sau Hydrocharition, Pajiști cu Molinia pe soluri calcaroase, turboase sau argilos-nămoloase (Molinion caeruleae), Fânețe de joasă altitudine (Alopecurus pratensis, Sanguisorba officinalis), Mlaștini turboase de tranziție și turbării mișcătoare, Păduri de fag Asperulo-Fagetum, Păduri de stejar sau de stejar și carpen sub-atlantice și medio-europene de Carpinion betuli, Păduri aluvionare cu Alnus glutinosa și Fraxinus excelsior (Alno-Padion, Alnion incanae, Salicion albae).
La baza desemnării sitului se află mai multe specii protejate:
- păsări (7): fâsă de luncă (Anthus pratensis), ciocănitoarea de stejar (Dendrocopos medius), sfrâncioc roșiatic (Lanius collurio), sfrâncioc mare (Lanius excubitor), gaia neagră (Milvus migrans), gaia roșie (Milvus milvus), ciocănitoarea verde (Picus viridis)
- amfibieni (1): triton cu creastă (Triturus cristatus)
- nevertebrate (1): fluturele auriu (Euphydryas aurinia)